# Cam Talbot
Cameron Solomon Talbot (5 luglio 1987) è un hockeista su ghiaccio canadese.

## Palmarès

### Mondiali
- 1 medaglia:
  - 1 oro (Russia 2016)